# Sedum lagascae
Sedum lagascae es una especie de la familia de las crasuláceas.

## Descripción
Es una planta anual, con tallos de 5-12 cm de altura, erectos, ramificados frecuentemente desde la base, rojizos. Hojas de 4-6 (-7,5) x 0,7-1,4 mm, de ovado-oblongas, de sección circular, las inferiores prontamente caducas. Inflorescencias con 2-3 cimas úniparas laxas. Flores pentámeras, rara vez hexámeras. Sépalos de (1,1-) 1,3-1,5 (-2,2) x 0,4-0,9 mm, de ovalos a ovado-triangulares, soldados en la base, verdes. Pétalos de 3,5-5 x 1,5-2 mm, oblongos, agudos, pubescente-glandulosos, al menos en el nervio medio, rosados, con nervio medio más oscuro. Androceo con 10 o 12 estambres; filamentos glabros; anteras blancas. Folículos de 3,5-4,5 mm, erectos, blancos. Folículos de 3,5 -4,5 mm, erectos, blancos, pubescente-glandulosos por su cara interna. Semillas numerosas. Florece en mayo.

## Distribución y hábitat
Se encuentra en los pastos de montaña, en zonas rezumantes, bordes de arroyos, torrenteras, etc.; a una altitud de 1000-2000 metros en la Sierra de Béjar y Gredos en la península ibérica y Norte de África. 

## Taxonomía
Sedum lagascae fue descrita por Carlos Pau Español y publicado en Not. Bot. Fl. Esp. 6: 53. 1895.
Etimología
Ver: Sedum
lagascae: epíteto otorgado en honor del botánico español Mariano Lagasca.
Sinonimia
- Mucizonia campanulata (Willk.) R.Fern.
- Mucizonia lagascae (Pau) M.Laínz
- Oreosedum lagascae (Pau) Grulich
- Sedum campanulatum (Willk.) Fern.Casas & Cantó[3]